# Lexington Avenue/59th Street
Lexington Avenue/59th Street è una stazione della metropolitana di New York. È costituita da due diverse stazioni situate sulle linee BMT Broadway e IRT Lexington Avenue, che vennero collegate tra di loro nel 1948.
Nel 2015 la stazione è stata utilizzata da 21 407 792 passeggeri, risultando la nona più trafficata della rete.

## Storia
La stazione sulla linea IRT Lexington Avenue fu aperta il 17 luglio 1918, come semplice fermata locale parte del prolungamento verso 125th Street. Il 1º settembre 1919 entrò quindi in servizio la stazione sulla linea BMT Broadway, che funse da capolinea provvisorio prima dell'apertura del 60th Street Tunnel. Le due stazioni vennero quindi collegate tra di loro a aprire dal 1º luglio 1948.
In seguito, fu aggiunto un livello inferiore alla stazione posta sulla linea Lexington Avenue, che venne aperto il 15 novembre 1962. La stazione sulla linea Broadway, fu invece sottoposta ad alcuni lavori negli anni 1970 e ad un'ampia ristrutturazione nel 2002, che la rese parzialmente accessibile.

## Strutture e impianti
La stazione sulla linea IRT Lexington Avenue è una fermata sotterranea a due livelli, ognuno con due binari e due banchine laterali. Il livello superiore è quello originale del 1918, quello inferiore fu invece aggiunto successivamente per ridurre la congestione presso la successiva stazione espressa di Grand Central-42nd Street.

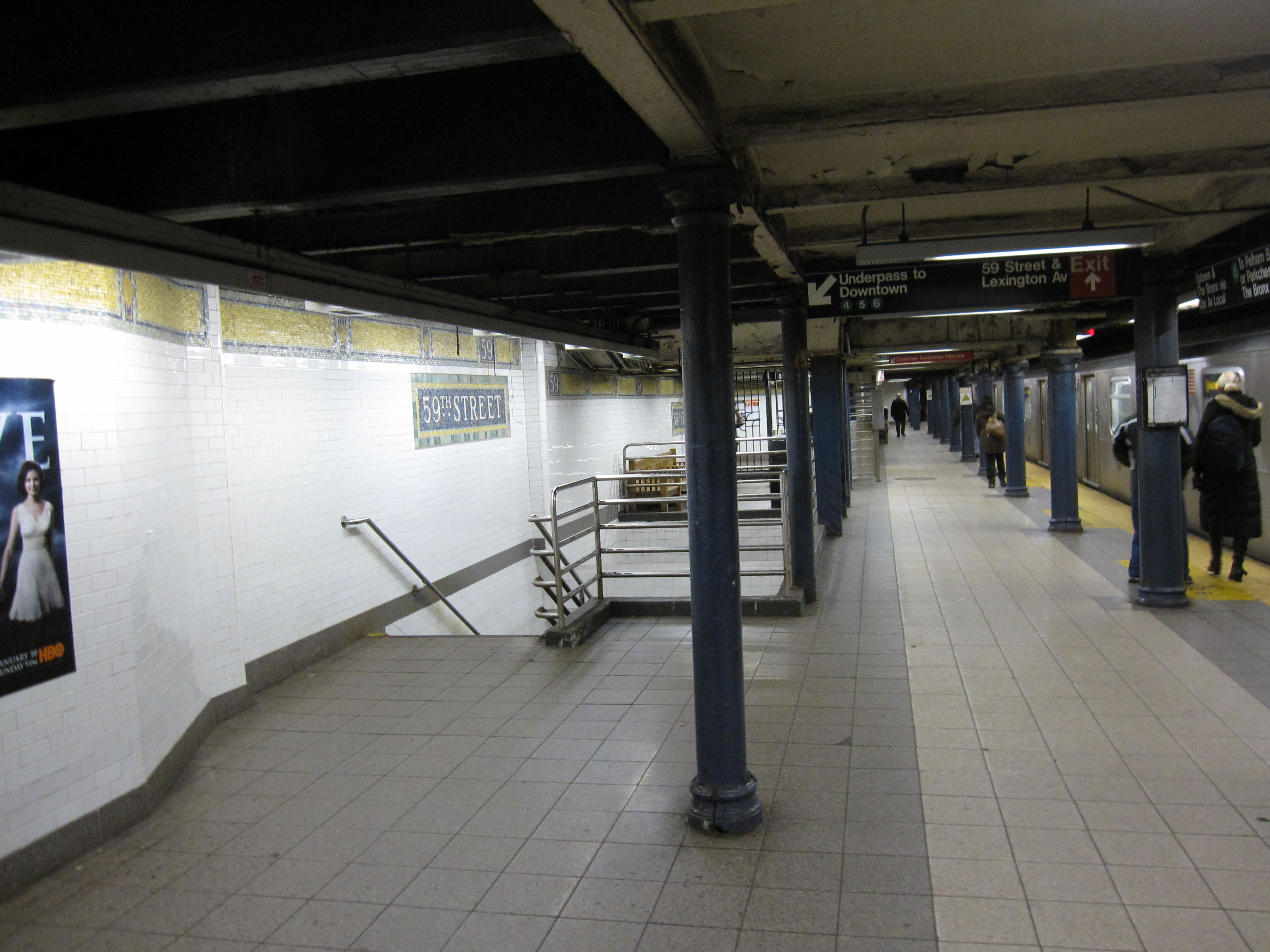
Il livello superiore.

La realizzazione di questo livello, situato sotto la stazione della BMT e utilizzato dai treni espressi, portò anche alla costruzione di un nuovo mezzanino intermedio per il collegamento con il livello superiore e con la stazione della BMT. Furono installate quattro scale mobili per collegare la nuova struttura con quella già esistente e le banchine del livello superiore vennero allungate per accogliere treni con 10 vetture. Il costo dell'intera operazione fu di 6.500.000 dollari.
La stazione sulla linea BMT Broadway è invece una stazione sotterranea con due binari ed una banchina ad isola. Dispone di due mezzanini: quello sotto Lexington Avenue ha due scale per ognuna delle due banchine del livello superiore della stazione IRT, una scala mobile per il livello inferiore e tre scale per il mezzanino intermedio; quello sotto Third Avenue fu invece costruito negli anni 1960 e dispone di due scale mobili. Negli anni 1970, questa stazione è stata rinnovata con l'installazione di nuove piastrelle anni 70 e lampade fluorescenti. I rivestimenti originari sono stati poi ripristinati con la ristrutturazione del 2002, che portò anche all'installazione di un nuovo sistema sonoro per gli annunci, di nuove luci e di nuove indicazioni e che ha reso la stazione parzialmente accessibile.
La stazione della BMT è posta sotto 60th Street, mentre la stazione dell'IRT sotto l'incrocio tra Lexington Avenue e 59th Street. In totale, il complesso ha uscite su Third Avenue, Lexington Avenue, 60th Street e 59th Street.

## Movimento
La stazione è servita dai treni di sette services della metropolitana di New York:
- Linea 4 Lexington Avenue Express, sempre attiva;[9]
- Linea 5 Lexington Avenue Express, sempre attiva, tranne di notte;[10]
- Linea 6 Lexington Avenue and Pelham Local, sempre attiva;[11]
- Linea 6 Lexington Avenue Local and Pelham Express, attiva solo nelle ore di punta nella direzione di picco;[11]
- Linea N Broadway Express, sempre attiva;[12]
- Linea R Broadway Local, sempre attiva, tranne di notte;[13]
- Linea W Broadway Local, attiva solo nei giorni feriali esclusa la notte.[14]

## Interscambi
La stazione è servita da diverse autolinee gestite da MTA Bus e NYCT Bus. Per i possessori di MetroCard è possibile anche un interscambio, fuori dai tornelli, con la stazione della metropolitana di Lexington Avenue-63rd Street, servita dalla linea F.
- Fermata metropolitana
- Fermata autobus